# セルゲイ・オルデンブルク

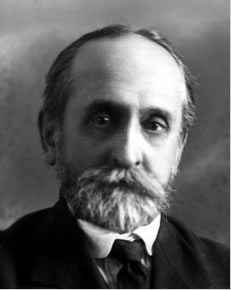
セルゲイ・オルデンブルク

セルゲイ・フョードロヴィチ・オルデンブルク（オリデンブルク、Серге́й Фёдорович Ольденбу́рг / Sergey Fyodorovich Oldenburg, 1863年9月26日 - 1934年2月28日）は、ロシアの東洋学者。

## 略歴
ピョートル1世の時代にメクレンブルクから移住・定着した貴族のオルデンブルク家出身。
ザバイカリエ州ネルチンスク地区に生まれる。
1885年にペテルブルク大学を卒業し、1889年にペテルブルク大学の講師、1894年には教授、ついでロシア科学アカデミーの常任書記、1900年には科学アカデミーの会員に選ばれている。
インドの古代文学・説話の研究者であり、1897年にロシア科学アカデミーの附属事業として大乗仏典出版会を発起して、「Bibliotheca Buddhica」を出版した。これは国際的規模の事業であり、1962年までで32冊が刊行されている。ほとんど毎年ヨーロッパ各地を旅行し、仏教美術についての識見を広げ、ついにはレニングラード東洋美術館の館長を歴任するほどの権威となる。
リベラル派の政治家でも知られ、立憲民主党に属した。ロシア臨時政府では文化大臣も務めている。10月革命後は一時拘束された。その後は研究を続ける傍ら拘束された学者たちの釈放に尽力した。しかし、スターリン時代になると干渉を受けた。
レニングラードで死去。
オルデンブルグはロシア科学アカデミーの終身会員だった。息子のセルゲイはジャーナリスト、歴史学者になり1925年にパリに移住した。その娘のひとりゾーヤ・セルゲーエヴナ（ゾエ・オルダンブール）も歴史学者・作家となった。

## オルデンブルク探検隊

### 第一次探検
第1次（1909年 - 1910年）は、カラシャール・クチャ・トルファン・ハミなどを調査した。

### 第二次探検
第2次（1914年 - 1915年）は、敦煌方面を調査探検した。

### 報告書
- Russkaya Turkestanskaya ekspeditsiya, Kratkij Predvarjtel'nyi Otchet, 1914（ロシア・トルキスタン探検予備報告）